# Salpausselkä (tremplins)
Pour les articles homonymes, voir Salpausselkä (homonymie).
Salpausselkä est un stade de saut à ski situé à Lahti en Finlande. Pouvant accueillir 80 000 personnes, c'est la plus grande installation sportive en Finlande, en matière de capacité. Depuis l'instauration de la Coupe du monde de saut à ski en 1980, Salpausselkä est toujours l'hôte d'une étape de la Coupe du monde, à l'exception de 1989 et 2001, puisqu'il était l'hôte des Championnats du monde de ski nordique. Depuis quelques années[Depuis quand ?], le tremplin est une étape de la Tournée nordique.
L'été, au pied du plus gros tremplin, une piscine olympique est montée. Le fond suit la courbure de la zone de réception.